# Almanci (Album)
Almanci ist das zweite Album des deutschsprachigen Rappers Alpa Gun. Es erschien am 9. Juli 2010 über das Label Sektenmuzik.

## Musikstil
Die Beats bestehen vorwiegend aus harten Bässen und dunklen Strings. Der Takt bleibt meist gleich, dadurch wirkt der Flow gleichförmig.

## Hintergrund
Der Titel des Albums bezeichnet in Deutschland lebende Menschen mit deutscher oder türkischer Staatsbürgerschaft und türkischen Vorfahren, wörtlich etwa „Deutschländer“. Produziert wurde es von Beste Beatz.  Autobiografisch sind Wer bin ich?  und Sor Bir Bana. In Sor Bir Bana (etwa: „Frag es mich mal“) drückt Alpa seine Zerrissenheit zwischen Deutschland und der Türkei aus, die ihn heimatlos macht. Für diesen Song kam Sido ins Studio, der mit Alpa Gun auf Türkisch rappte, ursprünglich war auch B-Tight für eine Kooperation auf Türkisch angekündigt. Dieser wirkte aber nur gemeinsam mit Sido bei Zerbrochenes Glas mit. Alpa Gun sagte, Sidos türkischer Rapstil höre sich „relativ authentisch“ an. Bei So Strasse ist Alpa Guns Rapcrew „Berliner Einsatzkommando“ (BEK) zu hören.

## Rezeption
Der Weser-Kurier beurteilte das Album als „hart, aber herzlich“ und fand, dass der „Hauptstadtrap“ überzeugen kann. Zudem schrieb er, dass Alpa Gun „hart und ohne Rücksicht, aber mit einem ziemlich gutem Flow“ rappt. Die Musikwoche schrieb, Alpa Gun steigere sich „auf Almanci im Vergleich zum Debütalbum deutlich.“ Das Magazin Backspin schätzte Alpa Guns Technik und Lyrics als „eher bescheiden“ ein und bemängelte, dass er sich „leider nicht großartig weiterentwickelt“ habe. Er kritisiere immer noch die „schlechten Umstände auf der Straße“. Die Kooperation Sor Bir Bana sei aber ein „Gute-Laune-Song mit Ohrwurmpotenzial“.

## Charterfolge
Almanci stieg auf Platz 73 der deutschen Charts ein.
In der Schweiz kam das Album auf Platz 67. Es verkaufte sich 1.000 bis 1.500 mal.

## Titelliste
1. (Almanci) (Intro) – 2:15
2. Nachgeladen – 3:18
3. Meine Bestimmung – 3:53
4. So Strasse (feat. BEK) – 3:39
5. Wer bin ich? – 4:06
6. Sor Bir Bana  (feat. Sido) – 3:16
7. Gesetz der Gewalt – 3:38
8. Freunde – 3:49
9. Ticker – 3:09
10. So ist es – 3:21
11. Top Story – 3:39
12. Zerbrochenes Glas (feat. Sido & B-Tight) – 3:56
13. Kleider machen Leute (feat. Shizoe) – 3:26
14. Jetzt oder nie (feat. BEK) – 3:35
15. Es gibt kein Morgen – 5:26